# 小枇杷螺
小枇杷螺（学名：Ficus ficus），又名白带琵琶螺（学名：Ficus subintermedius），是海螺的一種，屬於枇杷螺科枇杷螺属的一种海洋腹足纲软体动物。舊屬吸螺目或异足目，今屬鶉螺總科。

## 分佈
本物種分佈於印度洋及西太平洋海域，主要分布于印度、澳大利亚、印度尼西亚、菲律宾、韩国以及中国大陆的福建、广东、海南等地、台湾。

## 型態描述
小枇杷螺的螺殼異常的薄，所以在英語有「紙枇杷螺」的外號。殼口窄長，螺殼長約5英寸，最長紀錄為145毫米。

## 棲息地
常栖息在潮下带。
生活环境为海水，主要栖息于33至89米深泥沙质海底。其生存的海拔范围为0至-176米。